# Idaea nigrobarbata
Idaea nigrobarbata är en fjärilsart som beskrevs av Otto Staudinger 1859. Idaea nigrobarbata ingår i släktet Idaea och familjen mätare. Inga underarter finns listade i Catalogue of Life.